# 英雄傳說 卡卡布三部曲
《英雄傳說 卡卡布三部曲》（英雄伝説 ガガーブトリロジー、Gagharv trilogy），是日本電子遊戲公司Falcom所開發的角色扮演遊戲《英雄傳說系列》第二期的總稱，由《英雄傳說III 白髮魔女》、《英雄傳說IV 朱紅血》、《英雄傳說V 海之檻歌》三部作品所構成。
相關作品簡稱
| 『Ⅲ』、《白髮魔女》 | ：英雄傳說III 白髮魔女 |
| 『Ⅳ』、《朱紅血》   | ：英雄傳說IV 朱紅血    |
| 『Ⅴ』、《海之檻歌》 | ：英雄傳說V 海之檻歌   |

## 概要
《英雄傳說 卡卡布三部曲》與第1期伊賽魯哈撒篇有著完全不同的世界觀。將故事舞台移到以大地被巨大裂縫「卡卡布（Gagharv）」與「大蛇的背骨」所隔絕為三塊大陸區域的世界上。
- 三部作品擁有共同的世界觀但故事又各自獨立。其中《白髮魔女》和《朱紅血》故事關連性薄弱。但在《海之檻歌》推出以後，所有的故事前後皆能連貫在一起。

- 《卡卡布三部曲》這個名稱在『Ⅲ』重製為《新·英雄傳說III 白髮魔女》的時候第一次出現。在『Ⅴ』後即正式確定使用。

- 遊戲推出順序為『Ⅲ』→『Ⅳ』→『Ⅴ』，然而故事時代的順序為『Ⅳ』→『Ⅴ』→『Ⅲ』。

- 有作品各自的印象代表色，《白髮魔女》為白、《朱紅血》為紅、《海之檻歌》為青。

## 重製
『Ⅲ』和『Ⅳ』當時於PC-98平台銷售。而後隨著Microsoft Windows平台推出後改於此上銷售。因此有了將PC98版稱為「舊版」，Win版稱為「新版」的區別。『Ⅴ』的原創版本即於Win版銷售，因此不存在有PC98。
最初當然以『Ⅲ』(舊)→『Ⅳ』(舊)→『Ⅴ』的順序被推出。不過在重製Win版後，以『Ⅲ』(新)→『Ⅴ』→『Ⅳ』(新)的順序銷售。

## 世界設定
| 埃魯·非爾汀（El.Phildin） （Ⅳ 朱紅血） | 卡 布 | 提拉斯依魯（Tirasweel） （Ⅲ 白髮魔女） |
| 大蛇的背骨                             |       |                                        |
| 威特路那（Weltluna） （Ⅴ 海之檻歌）    |       |                                        |

卡卡布三部曲是頗具規模的虛構故事，三段故事分別發生於同一塊大陸、卻互相隔離的三個區域，但故事間又彼此互有關連。
故事舞台
穿越南北的大地的裂縫「卡卡布」，延伸至南邊橫亙東西向的險峻巨大山脈「大蛇的背骨」，兩者相連將三部作品的舞台完全隔絕。『Ⅲ』的舞台為「卡卡布」東側的提拉斯依魯（Tirasweel），『Ⅳ』的舞台為「卡卡布」西側的埃魯·非爾汀（El.Phildin），『Ⅴ』的舞台為大蛇的背骨的南側的威特路那（Weltluna）。
歷史
由於無法跨過大地的裂縫「卡卡布」與險峻巨大山脈「大蛇的背骨」,三個區域的人們彼此間沒有交流，不過當時世界上的人們皆以卡卡布裂縫發生的那一年作為元年，使用著「卡卡布曆」。時代設定順序為『Ⅳ』→『Ⅴ』→『Ⅲ』。可參照下表：
| 故事時代        | 發行順序 | 遊戲名稱             | 所在大陸    |
| --------------- | -------- | -------------------- | ----------- |
| 第一部曲（937） | 2        | 英雄傳說IV 朱紅血    | 埃魯·非爾汀 |
| 第二部曲（943） | 3        | 英雄傳說V 海之檻歌   | 威特路那    |
| 第三部曲（992） | 1        | 英雄傳說III 白髮魔女 | 提拉斯依魯  |

由上表可發現故事時代和遊戲發行的時間順序不一致，這是因為卡卡布三部曲並非一開始就計畫好的構想，而是在《英雄傳說III「白髮魔女」》發行並取得市場成功後才逐步擴充及補完卡卡布故事的架構與佈局。

## 遊戲名詞
- 卡卡布（Gagharv，曾譯為「格格布」）
  1. 一條寬200（提拉斯依魯所用的距離單位）、長1000米路的地表大裂谷，谷中不時吹起強大的亂流，連鳥類都無法飛越。傳說卡卡布大裂谷的由來是在古代西方游牧民族赤之部族向東侵略時，突然狂風捲地、雷電交加，曠野上憑空切開一條大裂谷，因而阻止了侵略者，但事實上是被傳送到異界的拉務亞爾波（害週波）當中失控的一部分所切開。
  2. 遊戲中對整個世界的稱呼，即「卡卡布世界」。
  3. 遊戲中所使用的曆法，稱「卡卡布曆」。
- 大蛇的背骨（Backbone of the Greatserpent，又譯為「大蛇的背脊」）

一條橫亙於卡卡布大裂谷南部末端的巨大山脈，據說從來沒有人能夠翻越。傳說古時巨人塔那杜斯擊敗大蛇沙本特後，將大蛇的身體丟在此處，因而形成一條巨大山脈。山脈中可聽到奇異低沈的震動聲，據說那是來自大蛇至今仍在跳動的心臟。在山脈的東部有一座活火山，不時噴出火舌，稱為「大蛇的舌頭」。
- 提拉斯依魯（Tirasweel）

《英雄傳說3：白髮魔女》所處的大陸，西方為卡卡布大裂谷，東方與南方為大蛇的背骨，北方為沈默海。在提拉斯依魯上有8個國家：法魯提亞、美那德、查諾姆、安比須、伍德魯、歐魯德斯、裘恩特、吉德奈。
- 埃魯·非爾汀（El.Phildin）

《英雄传说4：朱红的泪》所處的大陸，東南方隔卡卡布大裂谷與提拉斯依魯相望。埃魯·非爾汀上只有一個國家，為非爾汀王族所統治。王國中可分為3個地區：玻雷亞地區、諾特斯地區、德西斯地區。東南部為無人沙漠巴斯提塔地區。
- 威特路那（Weltluna）

《英雄傳說5：海之檻歌》所處的大陸，北倚大蛇的背骨與提拉斯依魯相隔。威特路那上有7個國家：雷特拉德、格雷斯魯共和國、佩尼索拉公國、梅黑洛斯、歐斯坦、奴梅洛斯帝國、布洛迪恩王國。
- 異界（曾譯為「魔界」）

古代青之民將一部份的拉務亞爾波傳送到異界後，為了監視留在異界的害周波塊「異界之月」，也移居一批人民到異界。異界由於異界之月的污染造成環境氣氛相當死沈，而且惡化程度和卡卡布世界的破壞有著直接相關。在不適人居的「常夜之地」日益擴大的影響下，異界的激進派便開始計劃報復卡卡布。異界和卡卡布的通道在提拉斯依魯的魔女之島和威特路那的雷克特島。異界的時間流動是比卡卡布世界的快，所以在歷表和劇情上有所偏差。
- 拉務亞爾波（Rahouart Wave，又譯「拉務亞爾浪潮」）

害週波塊不斷吸收恐懼、怨念等負面情緒及濫用魔法所溢出的能量，在臨界爆發後便會產生拉務亞爾波。拉務亞爾波是一種毀滅性的能量釋放，輕則造成像卡卡布那樣的大裂谷，重則摧毀全世界。拉務亞爾波是在提拉斯依魯的稱呼，在威特路那稱為「害周波大共振」。

## 卡卡布簡史
※由於劇本設定不斷修正，所以下列資料會有更改的可能。
| 卡卡布曆                    | 大陸        | 事件 |
| --------------------------- | ----------- | --- |
| 前某年 （另一版本為前63年） | 埃魯·非爾汀 | 光之神巴魯垛司擊敗闇之神歐庫托姆，將其封印於封印之地卡特多拉爾。 |
| 前某年 （另一版本為前63年） | 提拉斯依魯  | 巨人塔那杜斯擊敗大蛇沙本特，棄之於提拉斯依魯南部斷崖，形成稱為大蛇的背骨的巨大山脈。                                                                                           |
| 前59年                      |             | 在諸神的沉睡期間，青之民得以自由發展，確立了共鳴魔法系統。 |
| 前56年                      | 威特路那    | 共鳴魔法由威特路那向外擴展，世界各地建造許多轉位門，魔法文明達到鼎盛期。 |
| 前47年                      |             | 異界的存在得到確認。 |
| 前2年                       |             | 由於共鳴魔法會引發害周波臨界危機，開始禁止共鳴魔法的使用。 |
| 1年                         |             | 青之民欲利用未完成的比歐拉留姆和部份害周波將害周波塊傳送到異界，但引發害周波大共振效應，造成拉務亞爾波襲來，切出了卡卡布大裂谷，世界正式區分為三塊大陸，此年記為卡卡布曆元年。 |
| 1年                         | 威特路那    | 部份害周波塊被封印於塞爾巴特村，稱為「闇之太陽」。 |
| 1年                         | 提拉斯依魯  | 赤之部族東侵提拉斯依魯，突遭卡卡布大裂谷阻斷。 |
| 52年                        | 埃魯·非爾汀 | 卡卡布的出現造成埃魯·非爾汀陷入動亂，在封印之地卡特多拉爾誕生了巴魯垛司教會。                                                                                                  |
| 117年                       | 埃魯·非爾汀 | 在德西斯地區出現了擁護邪神歐庫托姆的使徒。 |
| 149年                       | 提拉斯依魯  | 異界人民透過空間歪斜來到提拉斯依魯並展開巡禮之旅，同時在各地留下了夏路神廟。                                                                                                   |
| 200年                       | 埃魯·非爾汀 | 妖術師坦貝斯特陰謀激化赤之部族間的對立，埃魯·非爾汀陷入戰亂。 |
| 210年                       | 提拉斯依魯  | 提拉斯依魯各地開始模仿異界人民的巡禮之旅，蔚為風俗。 |
| 247年                       | 埃魯·非爾汀 | 戰士密利根和劍帝薩慕薩在卡迪休平原會戰。 |
| 251年                       | 埃魯·非爾汀 | 戰士密利根騎著騎亞柏雷希龍，擊敗了妖術師坦貝斯特。 |
| 258年                       | 埃魯·非爾汀 | 戰士密利根統合赤之部族並得到巴魯垛司教會的支持，建立聯合王國。 |
| 417年                       | 埃魯·非爾汀 | 在玻雷亞地區發現冰封的多魯加祠堂。 |
| 502年                       | 埃魯·非爾汀 | 在巴爾庫特完成了大聖堂，成為埃魯·非爾汀的教廷，卡特多拉爾成為神官修行的聖地。                                                                                                  |
| 703年                       | 埃魯·非爾汀 | 貝爾船長發現南方航路及卡卡布大裂谷，試圖跨越卡卡布的冒險家無一成功。 |
| 739年                       | 提拉斯依魯  | 和異界的連結斷絕，異界的魔女與使用魔法的異界魔法使都消聲匿跡。 |
| 802年                       | 埃魯·非爾汀 | 魔法大學建立，埃魯·非爾汀的魔法系統快速發展。 |
| 87?年                       | 威特路那    | 古拉巴德一世駕崩後，古拉巴德城發生10日大火，城市全燬，並失去歷史資料。 |
| 881年                       | 威特路那    | 《英雄傳說5》主角弗特的祖父馬克貝因誕生於歐斯坦。 |
| 898年                       | 埃魯·非爾汀 | 雷慕拉斯賢者將巴魯垛司教會顧問一職移交給迪那根賢者後，隱居在諾特斯地區的觀景小屋。                                                                                             |
| 908年                       | 提拉斯依魯  | 大魔法師米契爾誕生。 |
| 909年                       | 埃魯·非爾汀 | 傳奇英雄湯馬斯船長誕生於德西斯地區東部。 |
| 913年                       | 埃魯·非爾汀 | 密利根16世遊歷7年後繼承王位。 |
| 915年                       | 埃魯·非爾汀 | 王室和巴魯垛司教會贈與葛維賢者「海之英雄」的稱號。 |
| 916年                       | 埃魯·非爾汀 | 大神官貝理亞斯在真實之島看到啟示之後脫離巴魯垛斯教會。 |
| 918年                       | 埃魯·非爾汀 | 《英雄傳說4》主角亞賓的摯友麥伊（又譯麥爾）誕生於諾特斯地區南部。 |
| 918年                       | 埃魯·非爾汀 | 非爾汀王室資助開設冒險者公會。 |
| 919年                       | 埃魯·非爾汀 | 《英雄傳說4》的主角亞賓（又譯艾文）誕生。 |
| 920年                       | 埃魯·非爾汀 | 羅蒂絲誕生於德西斯地區南部。 |
| 921年                       | 埃魯·非爾汀 | 歐庫托姆使徒襲擊加納匹亞島，女孩多明尼克喪生，男友馬多拉姆失蹤。 |
| 921年                       | 埃魯·非爾汀 | 《英雄傳說4》主角亞賓的妹妹愛玫兒誕生於德西斯地區西部。 |
| 924年                       | 提拉斯依魯  | 米契爾造訪拉庫比克村。 |
| 924年                       | 埃魯·非爾汀 | 亞賓和愛玫兒成為孤兒後被最高導師艾司裴利收養，帶往卡特多拉爾。 |
| 929年                       | 埃魯·非爾汀 | 貝理亞斯率領歐庫托姆使徒襲擊卡特多拉爾正神殿，亞賓和愛玫兒失散，聖地為黑暗結界籠罩，成為禁斷之地。                                                                             |
| 929年                       | 威特路那    | 《英雄傳說5》的主角弗特和女主角烏娜在雷特拉德的拉克斯帕瑪村誕生。 |
| 932年                       | 提拉斯依魯  | 名劍客杜盧塞路誕生。 |
| 937年                       | 埃魯·非爾汀 | 雷慕拉斯賢者逝世後亞賓與麥伊啟程尋找愛玫兒，《英雄傳說4》的冒險故事展開。 |
| 940年                       | 不詳        | 湯馬斯船長與海盜拉蒙決戰於門阿路德海。 |
| 943年                       | 威特路那    | 新馬克貝因樂團展開巡迴演出，《英雄傳說5》的冒險故事開始。 |
| 異954年                     | 異界        | 白髮魔女耶魯杜與魔女依莎貝爾誕生。 |
| 955年                       | 提拉斯依魯  | 米契爾修煉得道後改名為歐魯特卡，並和妖術師凱佩烏斯大戰，最後雙方和解。 |
| 958年                       | 提拉斯依魯  | 歐魯特卡建立賢者之城歐魯德斯，任命賢者進駐各地的夏路神廟。 |
| 960年                       | 提拉斯依魯  | 《英雄傳說3》主角的叔叔學者哈克誕生。 |
| 961年                       | 提拉斯依魯  | 歐魯特卡回拉庫比克村隱居，杜盧塞路前往拜訪，之後歐魯特卡隱姓埋名為拉普。拉普將銀色短劍交給拉庫比克村民，將希望者之劍艾斯佩雷莎交給杜盧賽路。                                   |
| 964年                       | 提拉斯依魯  | 杜盧塞路成為法魯提亞王國的宮廷劍士。 |
| 969年                       | 提拉斯依魯  | 異界魔女伊莎貝爾飄流到法魯提亞的得路佛士離宮的海邊，和國王魯德魯夫相遇並結婚，半年後任命雷貝斯為的宮廷占星師。                                                                 |
| 971年                       | 提拉斯依魯  | 耶魯杜從異界到提拉斯依魯巡禮救世。 |
| 972年                       | 提拉斯依魯  | 耶魯杜為雷貝斯所刺殺，杜盧塞路將耶魯杜之杖交給拉普。 |
| 974年                       | 提拉斯依魯  | 康德和查貝爾兩大魔法系統確立。 |
| 977年                       | 提拉斯依魯  | 《英雄傳說3》的女主角克莉絲在法魯提亞的拉克比庫村誕生。 |
| 977年                       | 提拉斯依魯  | 雷貝斯和卡吉姆在尼格爾島海域進行操縱格路卡海怪的實驗。 |
| 978年                       | 提拉斯依魯  | 《英雄傳說3》的男主角傑立歐在法魯提亞的拉克比庫村誕生。 |
| 992年                       | 提拉斯依魯  | 克莉絲與傑立歐展開為期3個月的巡禮之旅，《英雄傳說3》的冒險故事開始。 |
| 992年                       | 提拉斯依魯  | 耶魯杜之魂選擇犧牲自己以淨化拉務亞爾波，拯救了卡卡布世界和異界。 |

## 外部連結
- 官方网站：第一部、第二部、第三部